# Qatar Open 1985
Die Qatar Open 1985 im Badminton fanden an mehreren Spieltagen vom 9. Februar bis zum 3. März 1985 statt. Es war die 13. Auflage des Championats.

## Finalresultate
| Disziplin    | Sieger                           | Finalist                   | Ergebnis           |
| ------------ | -------------------------------- | -------------------------- | ------------------ |
| Herreneinzel | Hashim Avais                     | Mohammad Afzal             | 15–5, 15–10        |
| Dameneinzel  | Lynda Beer                       | Reeta Virdi                | 11–1, 11–5         |
| Herrendoppel | Trevor Fernandes Shakeel A. Khan | M. K. Joseph George Thomas | 15–12, 4–15, 15–12 |
| Damendoppel  | Lynda Beer Jane Brown            | Ruth Arthur Reeta Virdi    | 15–6, 15–6         |
| Mixed        | Riaz Jafar Natiq Lynda Beer      | M. K. Joseph Jane Brown    | 15–5, 18–15        |